# Гранітоїди
Гранітоїди

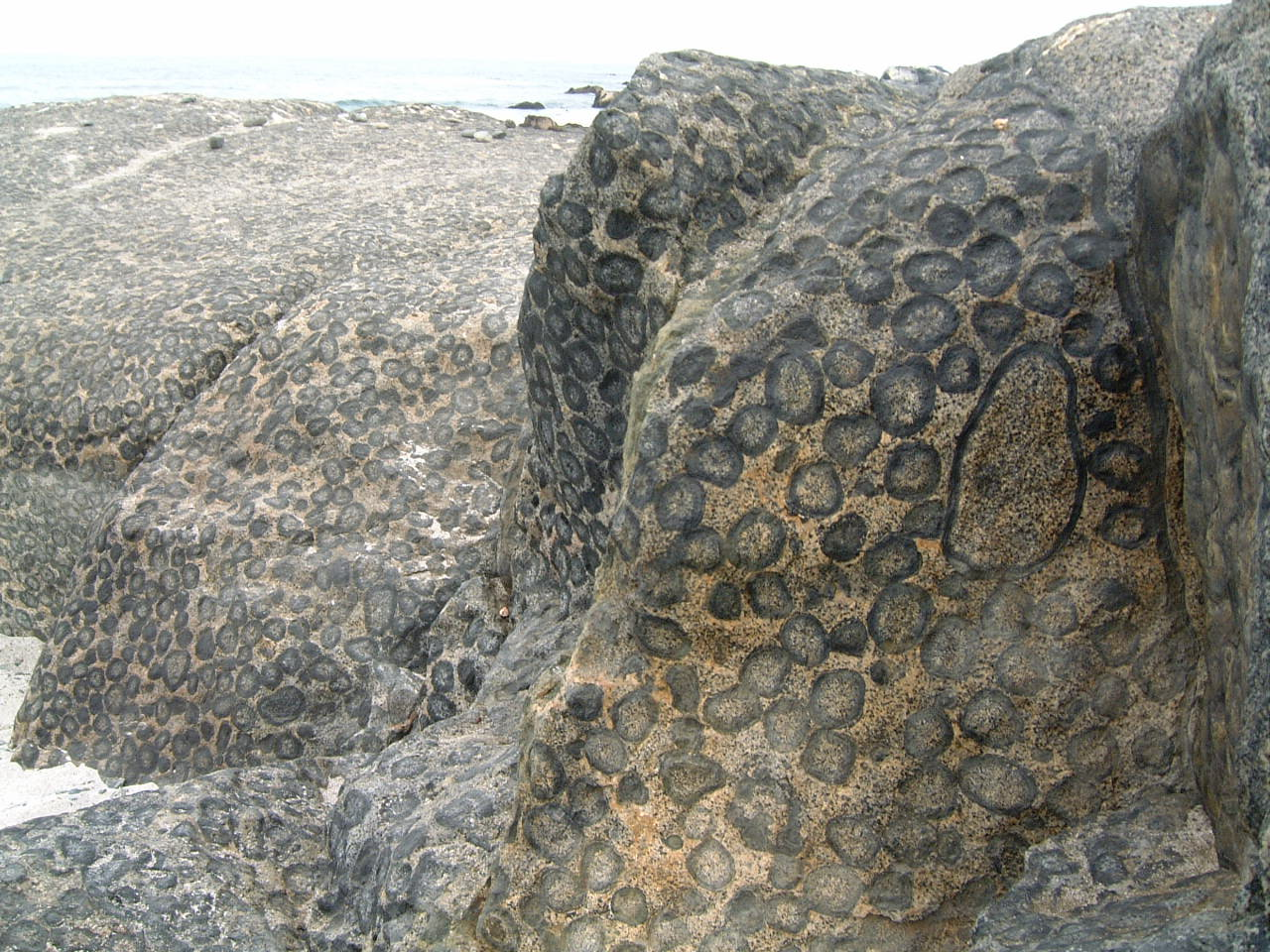
Orbicular granite near the town of Caldera, northern Chile

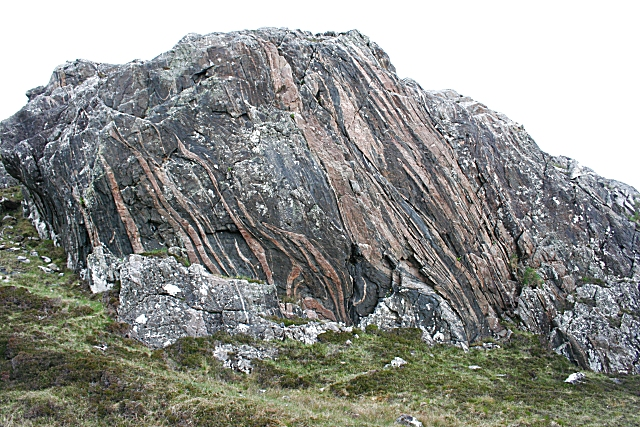
Гранітоїд

- макроскопічний термін для гранітів, гранодіоритів, тоналітів та ін. порід.

- гранітоподібний червонуватий залізистий гнейс (застаріла назва).

Ґранітоїдна структура — крупнокристалічна структура магматичних порід.